# 荒井匡
荒井 匡（あらい ただし、1967年〈昭和42年〉1月24日 - ）は、NHKのシニアアナウンサー。

## 人物
埼玉県朝霞市出身。埼玉県立朝霞高等学校を経て、早稲田大学卒業後、1993年に日本放送協会に入局。

## 嗜好・挿話
- 神戸放送局時代、入局年が違う武田涼介アナウンサーと一緒だったが、2人とも偶然に1967年1月24日生まれだった。
- 名古屋放送局異動後、ラジオ第1の東海北陸ローカルニュースを担当する機会が多く、担当時は、一般的には「お伝えします（ました）」とするところを「お伝えいたします（ました）」とするのが特徴的である。

## 現在の出演番組
- 東海3県のニュース
- 東海・北陸のニュース

など

## 過去の出演番組
神戸放送局時代
- 兵庫県の中継等

鹿児島放送局時代（1度目）
- 鹿児島県のニュース・中継等

長崎放送局時代
- 長崎県のニュース・中継等
- 長崎ウオッチ （キャスター）

宮崎放送局時代
- 宮崎県のニュース・中継等
- 放送部副部長（アナウンス統括）
- ニュースwave宮崎（編責、原口雅臣らのキャスター代行等）
- いっちゃがTV（編責）
- ニュース845宮崎（不定期）
- 宮崎局制作番組の編集責任者

金沢放送局時代
- 石川県のニュース・中継等
- じわもんラジオ（パーソナリティー）
- かがのとイブニング（梶原典明、越塚優らのキャスター代行等）
- ニュースいしかわ845（不定期）
- ニュースいしかわ645（不定期）

ラジオセンター（ディレクター業務）時代
- 旅ラジ（不定期）

鹿児島放送局時代（2度目）
- 鹿児島発ラジオ深夜便（2021年3月25日 - 26日、アンカー）[2]
- 全国障害者スポーツ大会（かごしま大会）（閉会式式典）
- 令和6年能登半島地震の緊急報道対応による金沢放送局（勤務経験有）への応援派遣で、全国ニュースへの入中と石川県のニュースを担当（2024年1月6日）。
- ニュース845福岡（2024年2月14日・応援派遣要員）
- ラジオニュース（九州沖縄、R1・FM）の泊まり勤務担当（2024年2月15日 - 16日・応援派遣要員）[注釈 1]
- 情報WAVEかごしま（齋藤湧希、白鳥哲也 らのキャスター代行等）
- 情報WAVE845かごしま（不定期）